# Hussam ad-Din Jarallah
Hussam al-Din Jarallah (Jerusalén, 1884 – 6 de marzo de 1954) fue un líder musulmán sunita del pueblo de Palestina durante el Mandato británico de Palestina y fue Gran Muftí de Jerusalén desde 1948 hasta su muerte.
Nació en Jerusalén y fue educado en la Universidad de al-Azhar en Cairo, Egipto. Fue un miembro destacado del Consejo Supremo musulmán durante el Mandato británico de Palestina. Políticamente, fue aliado de los Nashashibi y rival de los al-Husayni. Cuando Kamil al-Husayni murió en 1921, Jarallah fue apoyado por los ulema de Jerusalén para suceder a al-Husayni como Gran Muftí. De hecho, ganó el mayor número de votos en la elección para el cargo. Sin embargo, el Comisario en jefe británico Herbert Samuel, convenció a Jarallah para retirarse, permitiendo así que se postulase como candidato el hermano de al-Husayni, Amin, a quien Samuel nombró Gran Muftí de Jerusalén. A modo de consuelo, los británicos nombraron a Jarallah como jefe cadí e inspector de los tribunales religiosos musulmanes en Palestina.
Después de que Jordania ocupara Jerusalén en 1948, Abdullah I de Jordania nombró a Jarallah Gran Muftí de Jerusalén el 20 de diciembre de 1948. Jarallah fue Gran Muftí hasta su muerte. Ningún Gran Muftí fue nombrado para sustituir a Jarallah hasta que Yasser Arafat nombró a Sulaiman Ja'abari en 1993.